# Ђорђе Вукадиновић
Ђорђе Вукадиновић (Сомбор, 23. октобар 1962) српски је филозоф, политички аналитичар, новинар и бивши нестраначки народни посланик у Скупштини Србије од 2016. до 2020. године.

## Биографија
Дипломирао је филозофију на Филозофском факултету у Београду 1987. године. Предавао је филозофију и логику у Карловачкој гимназији. Од 1990. године ради на Филозофском факултету у Београду на предметима „Увод у теорију друштва“ и „Филозофија политике“.
Бави се темама из класичне и савремене немачке филозофије, филозофије историје и политичке филозофије, као и публицистиком из области политичке теорије. Објавио је више десетина стручних чланака и неколико самосталних студија. У више наврата био је члан управе Српског филозофског друштва и учествовао у уређивању стручних часописа и публикација од националног и интернационалној значаја. Објављује аналитичке чланке по домаћој и међународној периодици. Стални је колумниста Политике и НИН-а и политички коментатор РTС, као и више страних ТВ станица.
Издао је књиге: Између две ватре (Београд, 2007), Од немила до недрага (Београд, 2008) и Помпеја на Балкану (Београд, 2012).
Оснивач је и главни уредник часописа Нова српска политичка мисао.

## Политички ангажман
Ђорђе Вукадиновић је био други на листи „Ниједан од понуђених одговора“ на изборима за народне посланике Републике Србије 2012. године.
На парламентарним изборима у Србији 2016, Вукадиновић је, као нестраначка личност, био кандидат на листи коалиције Демократска странка Србије-Двери. Ова листа је освојила 190.000 гласова, односно 13 мандата, након чега је Вукадиновић постао народни посланик у Скупштини Србије.
На парламентарним изборима у Србији 2023, Вукадиновић је, као нестраначка личност, био кандидат на листи Народне странке али том приликом није изабран за народног посланика.

## Резултати на изборима
| Избори | Изборна листа   | Место на листи  | Резултат        | Детаљи              |
| ------ | --------------- | --------------- | --------------- | ------------------- |
| 2012   | НОПО            | Друго           | није изабран    | Нестраначка личност |
| 2016   | ДСС–Двери       | Дванаесто       | изабран         | Нестраначка личност |
| 2020   | бојкот избора   | бојкот избора   | бојкот избора   | Нестраначка личност |
| 2022   | није учествовао | није учествовао | није учествовао | Нестраначка личност |
| 2023   | Народна         | Седмо           | није изабран    | Нестраначка личност |